# Jastrzębowo (Ukraina)
Jastrzębowo (ukr. Яструбове) – wieś w rejonie tarnopolskim obwodu tarnopolskiego, założona w 1890 r. W II Rzeczypospolitej miejscowość była siedzibą gminy wiejskiej Jastrzębowo w powiecie tarnopolskim województwa tarnopolskiego. Wieś liczy 1014 mieszkańców.
Przez wieś biegnie droga terytorialna T 2006. Znajduje tu się stacja kolejowa Denysów Kupczyńce, położona na linii Tarnopol – Stryj.